# مسیرده فواقه
مسیرده فواقه (به عربی: مسيردة الفواقة) یک شهرداری در الجزایر است که در استان تلمسان واقع شده است.